# Адлергорст
50°22′45″ пн. ш. 8°36′40″ сх. д. / 50.37917° пн. ш. 8.61111° сх. д.
Адлергорст (нім. Adlerhorst — гніздо орла) — бункерний комплекс часів Другої світової війни, розташований в сільській місцевості Лангенхайн-Цигенберг, Візенталь-Веттерау і Крансберг в горах Таунус земля Гессен, Німеччина.
Спроектовано Альбертом Шпеєром, для Адольфа Гітлера як комплекс головного військового командування, було передано Гітлером у лютому 1940 Герману Герінгу як штаб-квартира Люфтваффе, під час Битви за Британію, використовувався Гітлером лише в 1944-45 рр. під час німецького наступу в Арденнах.

## Передмова
Будівництво ставок фюрера було розпочато з початком Другої світової війни, біля ліній фронту. Згідно з планами, розробленими Мартін Борман і архітектором Шпеєром, було побудовано серію бункерів. Найвідоміші: Фюрербункер в Берліні; Бергхоф у Берхтесгадені, Баварія; і Вольфсшанце біля Кентшина сьогоденна Польща.
Емма фон Шайтлайн придбала замок Крансберг в 1926 р., проте вже в 1939 р. його господарем став уряд Німеччини, майже відразу Шпеєр розпочав його адаптацію під бункер і проектування військової інфраструктури.

## Ресурси Інтернету
- Bundesarchiv: «Der Kommandant Führerhauptquartier, Adlerhorst» Geschichte und Originaldokumente
- Pictures of Adlerhorst today (self-published website) [Архівовано 15 травня 2015 у Wayback Machine.]